# Kaffeine
Kaffeine е мултимедиен плейър с отворен код, възпроизвеждащ файлове с аудио и/или видео съдържание.
Той е част от KDE и използва основно библиотеките на xine за възпроизвеждане, но също така поддържа и GStreamer. Чрез добавка към Mozilla Firefox може да се използват възможностите на Kaffeine за възпроизвеждане на съдържание от Интернет. Други източници могат да са DVD, Video CD, Audio CD или DVB.